# نيكا فوتيرمان
نيكا فوتيرمان (بالإنجليزية: Nika Futterman)‏ (و. 1969  م) هي ممثلة هزلية، وممثلة صوت، ومغنية، وممثلة مسرحية، وممثلة تلفزيونية أمريكية، ولدت في نيويورك.

## وصلات خارجية
- نيكا فوتيرمان على موقع IMDb (الإنجليزية)
- نيكا فوتيرمان على موقع ميتاكريتيك (الإنجليزية)
- نيكا فوتيرمان على موقع قاعدة بيانات الأفلام العربية
- نيكا فوتيرمان على موقع ألو سيني (الفرنسية)
- نيكا فوتيرمان على موقع ميوزك برينز (الإنجليزية)
- نيكا فوتيرمان على موقع أول موفي (الإنجليزية)
- نيكا فوتيرمان على موقع قاعدة بيانات الأفلام السويدية (السويدية)
- نيكا فوتيرمان على موقع أول ميوزيك (الإنجليزية)
- نيكا فوتيرمان على موقع ديسكوغز (الإنجليزية)
- نيكا فوتيرمان على موقع قاعدة بيانات الفيلم (الإنجليزية)